# Museo de la Ballena y Ciencias Del Mar
El Museo de la Ballena y las Ciencias del Mar es un museo ubicado en la La Paz, Baja California Sur que está dedicado a la difusión, promoción, estudio y conservación de los cetáceos y el ambiente que habitan.
Además, ganó una beca otorgada por la UNESCO para retomar sus operaciones de retiro de redes fantasma en la región para el cuidado y protección de la vaquita marina.

## Historia
El museo fue creado en 1995 por un grupo de personas entusiastas de la naturaleza marina de Baja California Sur. En ese entonces, lo llamaron Museo Ballenero A.C.
Posteriormente, en 2016, Francisco Gómez Díaz, director del recinto, realizó una reapertura, pero ya no sólo como museo sino como taller de osteología, el primero abierto al público y el segundo de forma privada.
El inmueble se encontraba en el malecón de La Paz; sin embargo, debido al incremento en la tarifa de la renta, en 2018, se vieron obligados a cerrarlo temporalmente y buscar una reubicación, incluso no descartaron que éste se fuera del estado sudcaliforniano, pues la Universidad Nacional Autónoma de México se encontraba interesada en establecerlo en la Ciudad de México.

En 2021 reabrió sus puertas en otra ubicación conformando una de la colecciones de mamíferos marinos más completa en Latinoamérica, según especialistas
En México, es el museo que expone material de mamíferos marinos más completo por muchísimo, y dentro de Latinoamérica debe de estar entre los primeros cinco sin ningún problema; tienen muy bien organizada la información sobre los especímenes, cuentan con muchísimo material visual de diferentes especies y van de menos a más, cada vez adquieren más y más material, realmente se han convertido en un caso de éxito.

## Colecciones
Francisco Gómez Díaz, director del recinto, se ha dedicado a estudiar y compartir hallazgos sobre las distintas especies del mar que visitan las aguas de Baja California Sur y junto con sus hijas han realizado diversos trabajos de curación para exhibir delfines, ballenas, orcas, cachalotes, vaquitas marinas, tortugas y otras especies del mar.
El museo alberga una exposición permanente acerca de la teoría de la evolución, orden, clasificación, historia de la cacería, alimentación, distribución, apareamientos e influencia de los cetáceos en el arte rupestre.

### Taller de osteología
El museo cuenta con un taller de osteología en donde se han logrado restaurar ejemplares que se encuentran exhibidos dentro del mismo museo, pero también en el Universum de la UNAM, en el Museo de Historia Natural y el Museo de la Evolución en Puebla.

## Activismo
Además de la difusión del ecosistema marino, el museo atiende denuncias de mamíferos marinos varados en las costas de La Baja Sur y también quitan redes fantasmas en las que especies como la vaquita marina, quedan atrapadas.
Para realizar estos rescates, el museo cuenta con su buque de investigación llamado Narval y que cuenta con equipo tecnológico y personal capacitado para llevar localizar y extraer las redes ilegales.
También son miembros fundadores de la Red de Varamientos de BCS y colaboran con instituciones como la Universidad Autónoma de Baja California Sur, Procuraduría Federal de Protección al Ambiente, el Centro Interdisciplinario de Ciencias Marinas.